# Transistor elettrochimici organici
I transistor elettrochimici organici (OECTs Organic electrochemical transistor) sono una delle applicazioni più proficue del PEDOT:PSS nella sua forma di film sottile e la loro accessibilità è dovuta alla facilità di produzione degli stessi e al basso voltaggio che è necessario applicare per il loro funzionamento. Essi si compongono di due parti fondamentali: canale e gate. Il canale, un film sottile di polimero semiconduttore (in questo caso PEDOT:PSS) depositato su un substrato isolante, presenta ai capi i due contatti di source e drain, esattamente come nei transistor a effetto di campo, con i quali condividono anche le curve caratteristiche.